# حمام ملاحیدر مدوئیه
حمام ملاحیدر مدوئیه مربوط به دوره قاجار است و در شهرستان ابرکوه، روستای مدوئیه واقع شده و این اثر در تاریخ ۹ اردیبهشت ۱۳۸۲ با شمارهٔ ثبت ۸۵۵۰ به‌عنوان یکی از آثار ملی ایران به ثبت رسیده است.